# 耐世特
耐世特汽車系統集團有限公司，簡稱耐世特汽車系統集團、耐世特汽車系統和耐世特（英語：Nexteer Automotive Group Limited，港交所：1316），便在1999年，由美國通用汽車分拆Delphi Automotive Systems，而在2009年，德尔福汽车設立Nexteer Automotive，其業務在全球生產和銷售电动助力转向系统、液压助力转向系统、转向管柱和中间轴、动力传动系统、先进驾驶辅助系统（ADAS）以及自动驾驶技术，主席為趙桂斌。

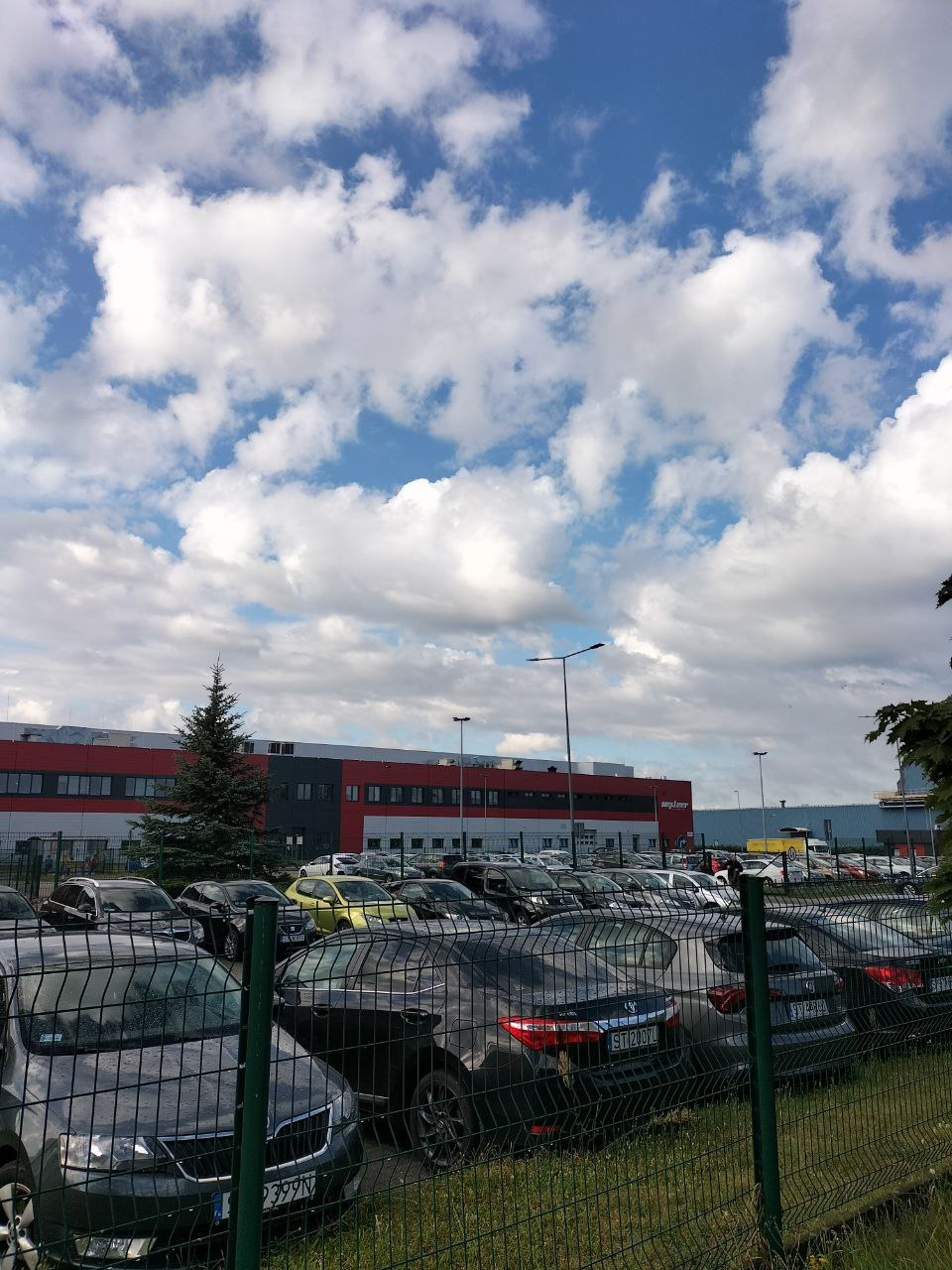

其股份原本2013年7月3日於港交所主板上市。全球招股定價為3.5港元，發行股數為7.2億股，集資額為25.2億港元，其由於市況欠佳要押後，最後改為10月4日上市，除了發行股數外，招股和集資有所變動，分別為3.57港元和25.7億港元。

## 連結
- chinese.nexteer.com （页面存档备份，存于）